# Caudouterina rhyacotriton
Caudouterina rhyacotriton är en plattmaskart. Caudouterina rhyacotriton ingår i släktet Caudouterina och familjen Allocreadiidae. Inga underarter finns listade i Catalogue of Life.